# Niclas Kjellström-Matseke
Niclas Tshaka Dimakatso Kjellström-Matseke, född 13 maj 1970 och uppvuxen i Karlstad, är en svensk näringslivsman och före detta VD för Svenska Postkodlotteriet.

## Biografi
Kjellström-Matseke gjorde värnplikten som kustjägare. Han har en MBA-examen från Handelshögskolan i Stockholm med utbyte vid Babson College i Boston. Han har även en examen i nationalekonomi från Uppsala universitet. Kjellström-Matseke har rötter från Sydafrika. Hans farfar Simon Petrus Matseke var en av grundarna av African National Congress (ANC) men tvingades senare i exil på grund av sitt engagemang i partiet.